# Karasu

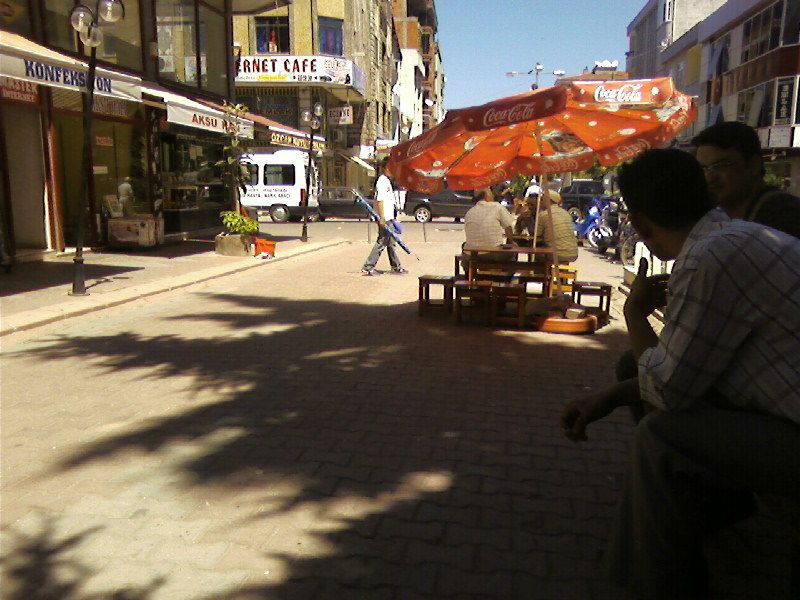
Karasu Stadtzentrum

Karasu (türkisch für schwarzes Wasser) ist eine Stadtgemeinde (Belediye) im gleichnamigen Ilçe (Landkreis) der Provinz Sakarya und gleichzeitig eine Gemeinde der 2000 geschaffenen Büyüksehir belediyesi Sakarya (Großstadtgemeinde/Metropolprovinz) in der Türkei. Seit der Gebietsreform 2013 ist die Gemeinde flächen- und einwohnermäßig identisch mit dem Landkreis.
Karasu liegt an der Schwarzmeerküste, deshalb ist die Region ein beliebtes Reiseziel der einheimischen Bevölkerung. Die im Stadtlogo manifestierte Jahreszahl (1933) dürfte ein Hinweis auf das Jahr der Erhebung zu Stadtgemeinde (Belediye) sein.
Der Kreis wurde 1933 gebildet. Er bestand bis Ende 2012 neben der Kreisstadt aus den vier Stadtgemeinden (Belediye) Darıçayırı, Kurudere, Limandere und Yuvalıdere sowie 30 Dörfern (Köy), die während der Verwaltungsreform 2013 in Mahalle (Stadtviertel, Ortsteile) überführt wurden, die sechs existierenden Mahalle der Kreisstadt blieben erhalten. Den Mahalle steht ein Muhtar als oberster Beamter vor.
Ende 2020 lebten durchschnittlich 1.671 Menschen in jedem dieser 40-Mahalle, 14.875 Einw. im bevölkerungsreichsten (Yalı Mah.).